# Zovencedo
Zovencedo (Zovençedo in veneto) è un comune italiano di 818 abitanti della provincia di Vicenza nel Veneto.

## Geografia fisica
Il paese di Zovencedo è adagiato su dolci colline nel cuore dei Berici, tra altipiani e dossi, valloni e doline, scaranti e fontane.
Nelle giornate luminose dalle sue sommità lo sguardo può spaziare sulle cime delle Dolomiti, sul monte Cimone, fino agli Appennini. Il territorio è ricco di boschi di carpini, roveri, castagni ed è intersecato da numerosi sentieri nei quali si possono vedere le vecchie "masiere" di sasso dove con fatica si coltivavano nei terrazzamenti gli orti e le vigne.
Dalla valle del Calto nasce un ramo della Liona; scorre proprio vicino ad un antico borgo Medioevale ancora ben conservato.
San Gottardo è la frazione più alta e più abitata. Sembra che l'origine degli abitanti venga dalla Baviera attraverso le valli del Chiampo ed esattamente da Marana di Crespadoro, da cui i numerosi cognomi Maran.
Dalla fontana delle Fate, che nasconde nelle viscere un percorso speleologico favoloso, nasce un ramo della Liona che attraversa la selvaggia Valle del Gazzo, dove si trovano quasi tutte le cave di Pietra tenera, e in località “Acque” di Grancona si unisce al ramo proveniente dalla valle di Calto dando inizio al torrente Liona. Sparse qua e là nel territorio rimangono ancora, per fortuna, parecchie contrade o “corti” antiche che danno il senso del buon gusto nel costruire dei nostri avi. Spesso hanno la loro fontana con lavatoio ed è un piacere scoprirle passeggiando.

## Storia
Il territorio era abitato già 70.000 come dimostra il ritrovamento di un dente appartenuto ad un Neanderthal in un grotta nei Colli Berici.
L'origine medioevale di Zovencedo è testimoniata da alcuni reperti e da documenti.
La parrocchia di San Nicola del capoluogo risale all'anno 1000 e dal XII secolo era stata resa autonoma da Barbarano. Sembra anche che dagli archivi di Vienna risultasse che fino al 1300 il vescovo di Trento inviasse sacerdoti di lingua tedesca a celebrare la messa.
La parrocchia di San Gottardo risale al 1400; l'antica chiesa è stata abbattuta e ricostruita nel 1962.

### Simboli
Lo stemma e il gonfalone sono stati concessi con decreto del presidente della Repubblica del 19 maggio 1954.
Nello stemma, d'argento, è raffigurato un albero nodrito su una collina di verde, intorno al cui tronco si attorciglia una pianta di vite, pampinosa e munita di un grappolo d'uva, e attraversato da una mucca al pascolo, il tutto al naturale.
Il gonfalone è un drappo di azzurro.

## Monumenti e luoghi d'interesse

### Architetture militari

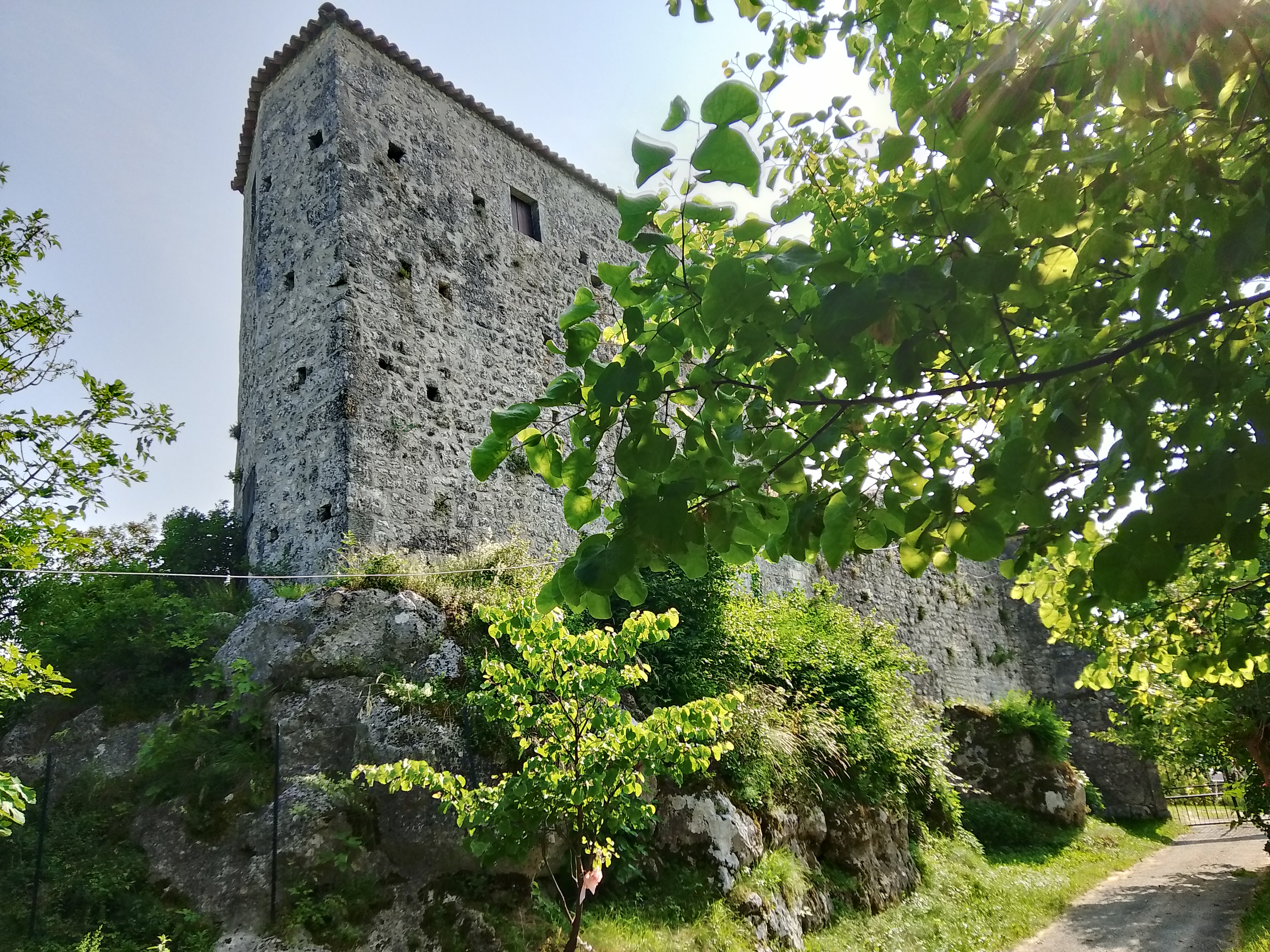
Castello Zovencedo

Castello. A Zovencedo capoluogo vi sono le rovine di un antico castello medioevale, che faceva parte della vasta curtis de Barbarano donata ai vescovi di Vicenza dai re Ugo e Lotario di Provenza (926-946). Non è nominato nel diploma imperiale di Ottone III dell'anno 1000, forse perché ancora di modesta entità; deve aver acquisito una maggiore importanza nei due secoli successivi, forse anche per la sua posizione strategica; lo si trova infatti nominato in un diploma imperiale rilasciato alla chiesa Vicentina nel 1158 da Federico Barbarossa.
Dai documenti e da quanto resta si può dedurre che si trattava di un castello di notevoli proporzioni: lo confermano le investiture fatte dai Vescovi dalle quali risulta che entro il recinto del castello c'erano più aree occupate da edifici e lo asserisce anche lo storiografo Gaetano Maccà, che visitò il luogo negli ultimi anni del Settecento.
Non sono chiare né l'epoca della parziale rovina del castello - probabilmente durante la dominazione ezzeliniana (1236-1259) - né quella della successiva, almeno parziale ricostruzione; è però da ritenere che sia stato per lo meno restaurato in parte quando vi furono trasferite la domus comunis e la successiva domus episcopatus, cioè la residenza del Comune. Nella seconda metà del secolo XV la domus Comunis si trasformò in domus episcopatus, cioè residenza vescovile. Lo conferma un atto d'investitura del 2 febbraio 1490 fatta dal vescovo Giovanni Battista Zeno dove si legge: ... in contratta aque monde... unum sedimen cum muris, domo et tejete et curtivo polito in castro Zovencedi apud domum Comunis olim, nunc vero apud episcopatum vimc..
Dell'antico castello, che sorgeva in posizione dominante sul colle poco più a sud della chiesa parrocchiale di San Nicolò, esistono ancora una robusta torre ed alcune adiacenze. Le abitazioni attualmente esistenti sul posto sono di epoca abbastanza recente, ma sono chiaramente costruite entro il perimetro dell'antico castello e sulle rovine del medesimo.

### Siti archeologici
- Grotta de Nadale, dove è stato ritrovato un dente appartenuto ad un Neanderthal.[6]

### Altro
Tra gli altri luoghi di interesse il settecentesco Villino “Longare Bonin”, numerose case antiche tra cui la "Casa in pietra" e un moderno centro sportivo e sociale che coinvolge giovani e adulti nello sport e nell'aggregazione.

## Società

### Evoluzione demografica
Abitanti censiti